# Josef von Graßmann

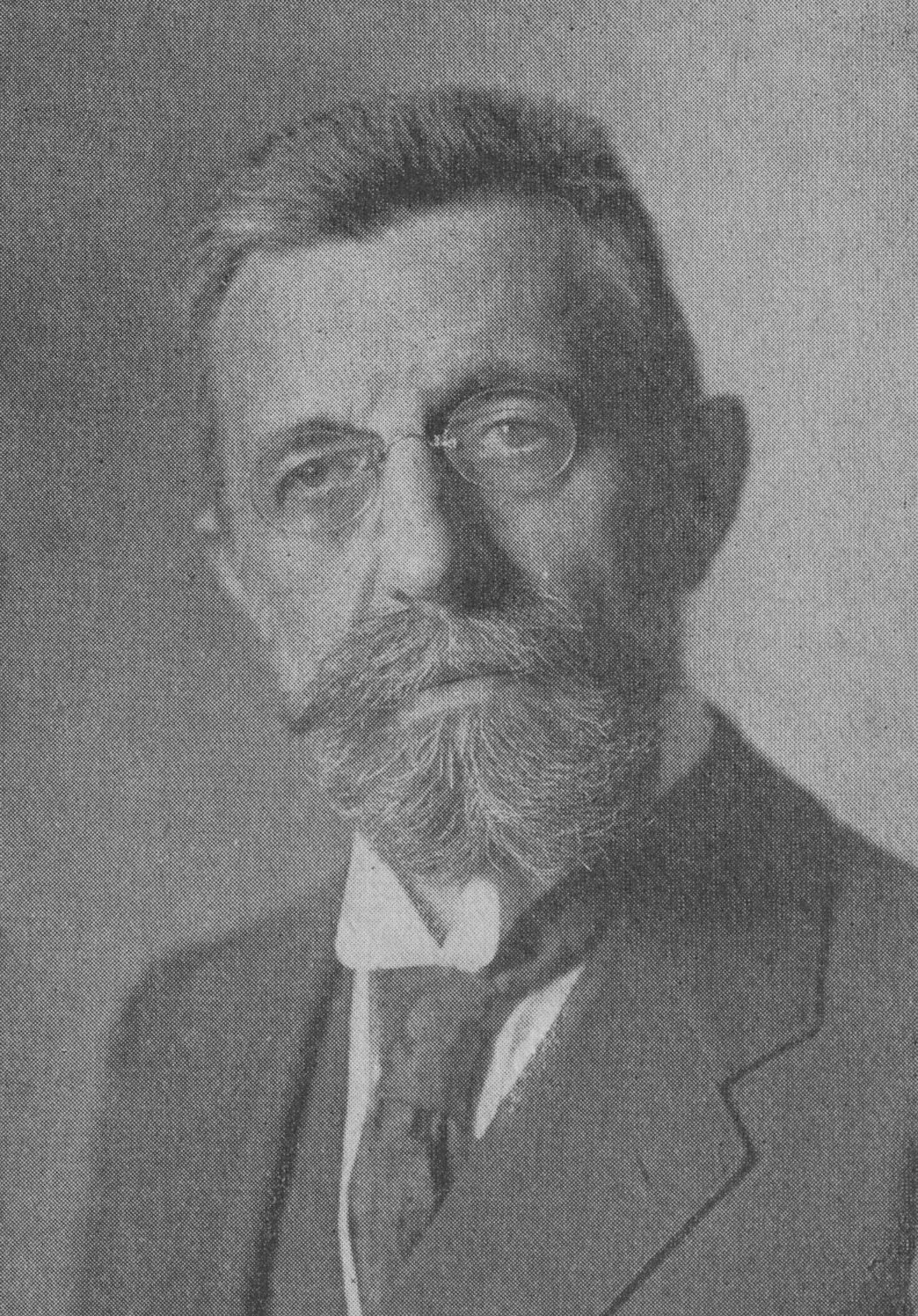
Josef von Graßmann, um 1925

Josef von Graßmann (* 8. April 1864 in Günzburg; † 27. April 1928 in München) war ein deutscher Beamter und Industrieller. 

## Leben
Josef Graßmann war Sohn eines Forstmeisters in Günzburg. 1883 erfolgte die Aufnahme als Stipendiat der Stiftung Maximilianeum. Seit dem Studium war er Mitglied der Studentenverbindung Akademischer Gesangverein München im SV. Nach der Promotion zum Dr. jur. war er Magistratsrat in Augsburg. Ab 1898 war er im bayrischen. Außenministerium tätig, ab 1902 als Legationsrat. Ab 1904 war er Oberregierungsrat im bayrischen Staatsministerium für Verkehrsangelegenheiten, ab 1907 als Ministerialrat. Vor 1913 wurde Graßmann als Ritter von Graßmann in den persönlichen Adelsstand erhoben. Während des Ersten Weltkriegs war er zeitweise bei der politischen Abteilung des Generalgouverneurs in Brüssel. Er protestierte als Protokollant bei der Ministerratssitzung am 13. November 1918 vergeblich gegen die Auslegung der Anifer Erklärung als Thronverzicht der Wittelsbacher. Ab 1919 war er Ministerialdirektor, vom 15. Juni 1919 bis 28. Februar 1922 stellvertretender Bevollmächtigter Bayerns zum Reichsrat. Graßmann war zudem an der Ausarbeitung des „Vorläufigen Staatsgrundgesetzes des Freistaates Bayern vom 17. März 1919“ und der Bamberger Verfassung zusammen mit Robert Piloty maßgeblich beteiligt. Er war auch Bearbeiter des Bandes „Die Staatsverwaltung“ von Max von Seydels „Bayerischem Staatsrecht“.
Ab 1920 war er im Reichsverkehrsministerium – Zweigstelle Bayern tätig –, ab 1921 als Staatsrat. Ab 1922 war er im Ruhestand und war seither Generaldirektor der Rhein-Main-Donau AG und ab Oktober 1924 Reichsbahndirektor und Abteilungsleiter bei der Gruppenverwaltung Bayern (i. R.).